# Frank Dixon
Francis Joseph "Frank" Dixon (Port Dalhousie, Ontario, 1 d'abril de 1878 - Saint Catharines, Ontario, 29 de novembre de 1932) va ser un jugador de lacrosse canadenc que va competir a començaments del segle xx.
El 1908 va prendre part en els Jocs Olímpics de Londres, on guanyà la medalla d'or en la competició per equips de Lacrosse, com a membre de l'equip canadenc.
Morí en un accident de cotxe el 1932.